# Brodszky Miklós
Brodszky Miklós (Nicholas Brodszky) (Odessza, 1905. április 20. – Hollywood, Kalifornia, USA, 1958. december 24.) zeneszerző, karmester.

## Életpályája
Budapesten a Nemzeti Zenedében és Rómában tanult. Budapesten és Bécsben élt (1928–1929 és 1933–1938). 1929-1933 között Berlinben dolgozott. Az 1930-as évek elején a német Cine Allianz gyár számára komponált kísérőmuzsikát. 1936-ban Londonba ment, 1949-ben az USA-ban telepedett le.
Bárzongorista és karmester is volt. Népszerű operettszerző. Mario Lanza Halászlegény frakkban (1950) és Szerenád (1956) című filmjének zenei megformálója volt.

## Színházi zeneművei
A Színházi Adattárban regisztrált bemutatóinak száma: 5;
- Szökik az asszony (1929, 1947)
- Nem élhetek zsidó nélkül (1930)
- Az első tavasz (1930)
- Dinasztia (1938)

## Operettjei
- Szökik az asszony (1929)
- Az első tavasz (1930)
- Ezerjó (1932)
- A kék lámpás (1933)
- A szerelmes királynő (1936)
- Dinasztia (1938)

## Filmjei
- A derék bűnöző (1931)
- Pardon, tévedtem (1933)
- Kismama (1934)
- Helyet az öregeknek (1934)
- Péter (1934)
- Három és fél muskétás (1935)
- Barátságos arcot kérek (1935)
- Mircha (1936)
- Szakítás (1936)
- Purimjátékok (1937)
- Viharos esküvő (1941)
- A túlsó part (1943)
- A csillagok útja (1945)
- Karnevál (1946)
- Nyugtalan szív (1947)
- A világ kedvence (1949)
- Halászlegény frakkban (1950; F. Fox-szal)
- Gazdag, fiatal és szép (1951)
- Mert az enyém vagy (1952)
- Latin szerelmesek (1953)
- Kisvárosi lány (1953)
- A láng és a hús (1954)
- Mindig szép az idő (1955)
- Szeress vagy hagyj el! (1955)
- Szerenád (1956)
- Meet Me in Las Vegas (1956)
- Az ellentétes nem (1956)
- Legyünk boldogok (1957)
- Tízezer hálószoba (1957)
- Ez lehet az este (1957)
- Társasági lány (1958)
- Az üveg fenekű hajó (1966)
- Hollywood, Hollywood I.-II. (1974-1976)
- A cigányok királya (1978)
- Mennyei teremtmények (1994)
- Pokoli lecke (1996)
- Pénz beszél (1997)